# João Milanez
João Milanez (Meleiro, 15 de dezembro de 1923 — Londrina, 8 de agosto de 2009) foi um jornalista e empresário da comunicação brasileiro. Fundou a TV Tarobá, em Cascavel, e participou da fundação das empresas Rádio Folha FM, Rádio Igapó FM e Folha de Londrina na cidade de Londrina, Paraná.

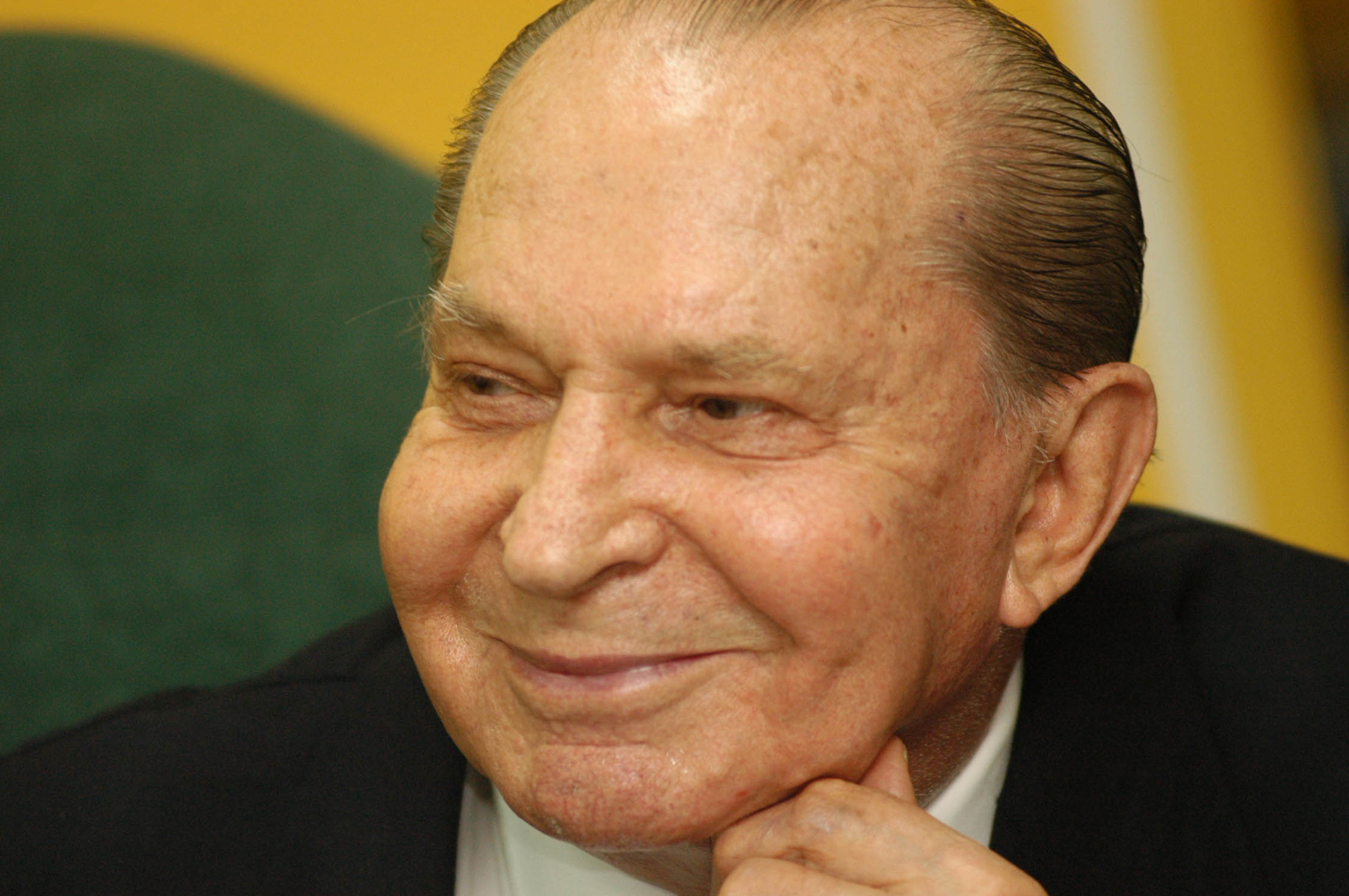
João Milanez, fundador da Folha de Londrina

Em 1945, muda-se de sua cidade natal para a cidade de São Paulo. Contudo, em 1947, quando é convidado a vender títulos de capitalização no norte do Paraná, transfere-se para Londrina.
Com espírito pioneiro e tino comercial, abriu em 1948 um pequeno jornal semanal que mais tarde se tornaria a Folha de Londrina, um dos primeiros jornais da cidade, que referenciou uma época. Em 1979 funda a TV Tarobá em Cascavel. 

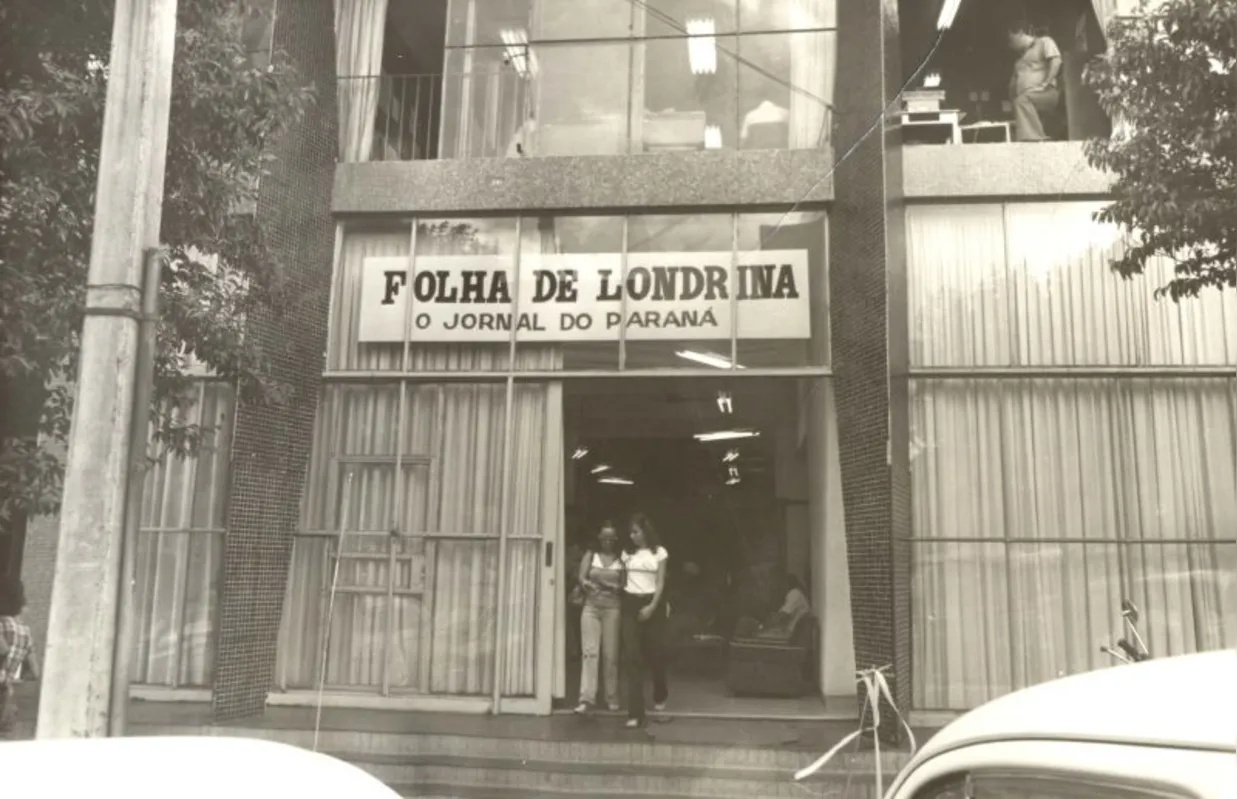
Fachada da Folha de Londrina

Também participa da fundação das empresas Rádio Folha FM e Rádio Igapó FM, ambas na cidade de Londrina. Com seu espírito pioneiro, João Milanez cria uma rede de comunicação no interior paranaense, levando o nome das cidades de Londrina e Cascavel Brasil afora.
Barriga-verde, nasceu em uma família humilde e trabalhou como marceneiro em sua terra natal. Faleceu na manhã de 8 de agosto de 2009 na Santa Casa de Londrina, vítima de falência múltipla dos órgãos, aos 85 anos e sete meses, em virtude de um câncer no rim.